# Sulfatierung (Biologie)

Sulfatgruppe gekoppelt über eine Esterbindung

Sulfatierung ist der Prozess, bei dem eine Sulfogruppe an den Sauerstoff einer OH-Gruppe eines Biomoleküls gekoppelt wird. Die Reaktion stellt also eine O-Sulfonierung dar. Weil das Produkt nun eine Sulfatgruppe enthält (Schwefelsäureester), nennt man diese Reaktion häufig, (bio)chemisch allerdings nicht korrekt, Sulfatierung. Die enzymvermittelte Reaktion ist sehr spezifisch und ist eine wichtige posttranslationale Modifikation von Tyrosinen in Proteinen und ein Schritt in der Biosynthese von Glykosaminoglykanen. 

## Eigenschaften
Der Prozess der Sulfatierung ähnelt dem Prozess der Phosphorylierung. Sulfat wird irreversibel durch Enzyme aus der Gruppe der sogenannten Tyrosin-Sulfotransferasen an eine Hydroxygruppe gekoppelt (Sulfotransferasen sind bei Säugetieren besonders in der Leber, Niere, dem Magen-Darm-Trakt und der Lunge zu finden). Sulfatierte Biomoleküle können Glykoproteine, Proteoglykane, Glykolipide oder kleine Metaboliten sein. Die Sulfatgruppe entstammt dabei dem Phosphoadenosinphosphosulfat.
Bedeutung haben Sulfatierungen besonders bei Interaktionen zwischen Zellen sowie mit der extrazellulären Matrix. Sulfatierte Glykoproteine und Proteoglykane befinden sich dementsprechend in der Zellmembran oder werden in die extrazelluläre Matrix sezerniert und übernehmen eine Rolle bei der Zelladhäsion sowie bei der Präsentation und Modulation von Wachstumsfaktoren, Chemokinen und anderen Molekülen, die in der interzellulären Kommunikation involviert sind. Die Sulfatgruppen tragen hierbei zur Spezifität der Interaktionen bei.
Im Säugetierorganismus spielt die Sulfonierung von potentiell toxischen Fremdstoffen durch Sulfotransferasen eine wichtige Rolle bei der Entgiftung. Da sie dadurch besser wasserlöslich sind, können sie rascher über die Nieren ausgeschieden werden. Die Sulfonierung gehört damit zu den Biotransformationsreaktionen der Phase-II, bei der eine Kopplung von aktivierten Cofaktoren an Wirkstoffe erfolgt. Da bei der Konjugation von Fremdstoffen, neben der "Sulfatierung" von Alkoholen und Phenolen (O-Sulfonierung), auch die N-Sulfonierung von Aminen stattfindet (wobei Sulfoamine entstehen), sollte die Bezeichnung "Sulfatierung" hier nicht verwendet werden. 